# Cylindre (topologie)
Pour les articles homonymes, voir Cylindre (homonymie).
En topologie, un cylindre est le produit d'un espace topologique par le segment réel [0 ; 1], généralisant ainsi la notion géométrique de cylindre.
La double inclusion de l'espace de base aux extrémités du cylindre est une cofibration et permet définir la notion d'homotopie. Si l'espace de base est une variété fermée, son cylindre constitue un cobordisme.
Par certains écrasements des extrémités du cylindre, il est possible de définir le cône, la suspension et le joint pour des espaces quelconques, mais aussi le cylindre d'application (mapping cylinder) pour une application continue.